# Hingstheide
Hingstheide (niederdeutsch: Hingstheid) ist eine Gemeinde im Kreis Steinburg in Schleswig-Holstein.

## Geografie und Verkehr
Hingstheide liegt etwa drei Kilometer südlich von Wrist unmittelbar östlich der Bahnlinie Pinneberg-Neumünster. Hingstheide verfügt über kein eigentliches Dorfzentrum, sondern besteht aus einer Reihe von Einzelgehöften, die sich über die Gemeindegemarkung verteilen.

## Geschichte
Dem Ursprung nach stammt der Name Hingstheide (plattdeutsch) daher, dass auf einer Weide Hengste grasten.

## Politik

### Gemeindevertretung
Bei der Kommunalwahl am 14. Mai 2023 wurden insgesamt sieben Sitze vergeben. Diese fielen erneut alle an die Kommunale Wählergemeinschaft Hingstheide. Die Wahlbeteiligung betrug 73,8 %.